# Sobresoplado
El sobresoplado (del inglés overblowing) o tránsito de armónico  es una técnica usada al tocar un instrumento de viento para producir un tono cambiando la dirección y/o la fuerza de la columna de aire. Puede hacerse deliberadamente para conseguir un tono más agudo, o inadvertidamente, cuyo resultado es el de producir una nota diferente de la que se pretendía.
En instrumentos de viento simples, esta técnica puede hacer cambiar a otro registro. Por ejemplo, en la tin whistle irlandesa o en la flauta dulce, el intérprete puede tocar una octava alta usando la misma digitación, pero soplando más fuerte.
En instrumentos de viento metal, el sobresoplado (a veces combinado con más presión en la embocadura) produce un armónico diferente.
En instrumentos tales como el saxofón, el clarinete, el oboe o el fagot, la transición de registros graves a agudos es posible gracias a una llave de registro o una llave de octava que hace que, en un punto determinado del tubo, el patrón vibratorio cambie. Aun así, hay notas que solo se pueden alcanzar mediante el sobresoplado. 
Otro tipo de tránsito de armónico es el que se emplea en instrumentos como la flauta, donde la dirección de la columna de aire se altera para hacer sonar notas agudas. Esta técnica se manifiesta cuando se sopla a través de la obertura de una botella de vidrio para producir un tono. El tránsito de armónico se puede hacer más fácilmente usando una llave de octava que abre un agujero adicional.

## Armónica
Al tocar la armónica, el tránsito de armónico es más complejo que simplemente "soplar más fuerte", y de hecho notas del registro agudo pueden tocarse tan suavemente como el resto de notas del instrumento. Requiere una embocadura correcta, tal que la lengüeta que solo suena cuando se aspira el aire pueda vibrarse con aire soplado, y viceversa. Si se hace correctamente, será un semitono superior que la nota normal. Las notas conseguidas con este mecanismo suelen ser bajas en afinación pero pueden corregirse hasta alcanzar la nota correcta. La técnica del tránsito de armónico consta de dos pasos: la lengüeta directa debe silenciarse, y la opuesta debe ahogarse (silenciarse). Para conseguir una nota limpia se precisa que ambos pasos se efectúen simultáneamente. Es importante mantener la presión en boca, garganta y diafragma para realizar esta técnica. Una manera común de realizar el tránsito de armónico es realizar un bend soplado.

## Clarinete, saxofón y oboe
En el caso del clarinete, la caña simple del instrumento vibra contra la boquilla, abriendo y cerrando el tubo cerrado del instrumento para producir un sonido. Cuando se cambia de armónico, con o sin la ayuda de la llave de cambio de registro, el tono es una doceava más agudo.
En el caso de un saxofón, que tiene una combinación embocadura-caña similar al clarinete, o un oboe, en el cual las dos mitades de la caña vibran entre sí, para producir el mismo efecto. Sin embargo, desde que el taladro de estos instrumentos es cónico, el tubo cerrado tiene las propiedades de un tubo abierto; por lo tanto en el saxofón o el oboe salta a la octava superior.